# هانا سيغال
هانا سيغال (بالإنجليزية: Hanna Segal)‏ (ولدت باسم هانا بوزنانسكا؛ 20 أغسطس 1918 - 5 يوليو 2011) كانت محللة نفسية بريطانية ومن أتباع ميلاني كلاين. كانت رئيسة الجمعية البريطانية للتحليل النفسي، ونائبة رئيس الجمعية الدولية للتحليل النفسي، وعينت في كرسي فرويد التذكاري في كلية لندن الجامعية (أوكل) في عام 1987.